# Децата от улица „Тряскаджийска“
Децата от улица „Тряскаджийска“ (оригинално заглавие на шведски: Barnen på Bråkmakargatan) е книга за деца от шведската писателка Астрид Линдгрен. За първи път е издадена през 1956 г. и е първата от поредицата, в която главна героиня е малкото момиче Лота. Българското издание  включва и „Лота се мести от вкъщи“ (Lotta på Bråkmakargatan), издадена за първи път през 1961 г.

## Сюжет
Шестгодишната Мия-Мария разказва случки от ежедневието на улица „Тряскаджийска“, където живее със своето семейство – родителите си, по-големия си брат – Юнас и малката си сестра – Лота. Улицата всъщност се нарича „Грънчарска“, но след появата на децата, там се „тряска“ толкова много, че бащата ѝ дава името, което ѝ подхожда повече – улица „Тряскаджийска“. Мия-Мария описва по детски игрите и веселите ситуации, в които изпадат децата. Най-много внимание е отделено на Лота. Тя е палава, понякога доста своенравна, но и много обичлива.
В „Лота се мести от вкъщи“ едноименната героиня току-що е навършила пет години. Разсърдена на семейството си, Лота отива при леля Берг, която живее на същата улица и двете подреждат нов дом за момичето на таванската стая. Лота с гордост посреща гости в „новата къща“, но е щастлива да се прибере още същата вечер при семейството си.
1. ↑  Издателство „Хермес“, първо издание – 2003 г., второ издание – 2006 г.